# بيوتر زاييف
بيوتر زاييف (بالروسية: Пётр Иванович Заев)‏ (29 يوليو 1953 – 29 نوفمبر 2014) هو ملاكم من الاتحاد السوفيتي راحل، مثّل بلاده في الألعاب الأولمبية الصيفية 1980.

## روابط خارجية
بيوتر زاييف على موقع بوكس ريك (الإنجليزية) (registration required)
- بيوتر زاييف على موقع أوليمبيديا (الإنجليزية)